# Казарян, Василий Хачатурович
Васи́лий Хачату́рович Казаря́н (арм. Վասիլի Ղազարյան; 25 сентября 1946, Ереван) — армянский дипломат.

## Биография
- 1964—1969 — Ереванский государственный университет.
- 1976—1977 — прошёл курсы в академии внешней торговли Армянской ССР.
- 1968—1969 — старший техник в объединённой радиационной лаборатории Ереванского государственного университета Армянской ССР.
- 1969—1972, 1974—1975 — старший научный сотрудник института физических исследований НА Армянской ССР.
- 1972—1974 — служил в вооружённых силах Армянской ССР.
- 1975—1977 — референт отдела внешних отношений совета министров Армянской ССР.
- 1977—1982 — старший инженер в торговом представительстве СССР в Ливии.
- 1983—2001 — работал в совете министров Армянской ССР старшим референтом отдела внешних связей, руководителем того же отдела, а затем начальник управления внешних связей аппарата правительства Армении.
- 2001—2007 — был чрезвычайным и уполномоченный послом Армении в Китае.
- 2009—2013 — чрезвычайный и уполномоченный посол Армении в Казахстане, Кыргызстане и Афганистане.
- С 2013 — управляющий делами МИД РА.

## Награды
- Медаль Мхитара Гоша (2006 год).
- Грамота Содружества Независимых Государств (30 ноября 2001 года) — за активную работу по укреплению и развитию Содружества Независимых Государств[1].